# Франсуаза Барре-Сінуссі
Франсуаза Барре-Сінуссі (фр. Françoise Barré-Sinoussi, нар. 30 липня 1947, Париж, Франція) — французька вірусолог, лауреатка Нобелівської премії з фізіології або медицини 2008 року, яку вона розділила з Гаральдом цур Гаузеном та Люком Монтаньє. Під керівництвом Люка Монтаньє брала участь у відкритті в 1983 році вірусу імунодефіциту людини (ВІЛ), який породжує ВІЛ-інфекцію зі СНІДом у людини.

## Біографія
Барре-Сінуссі народилася і виросла в Парижі в 1947 році. У 19 років вона вступила на біомедичну програму в Паризькому університеті. Ще не закінчивши навчання почала працювати в Інституті Пастера, де у той час Жан-Клод Шерманн вивчав ретровіруси, які спричинюють лейкемію у мишей. У 1974 році їй присуджено ступінь доктора філософії. Після цього Барре-Сінуссі деякий час пропрацювала у Національному інституті охорони здоров'я США, але потім повернулася в лабораторію Шерманна. Її відділення займалося пошуком зв'язку між ретровірусами і раком.
У 1982 році Барре-Зануссі вперше зіткнулася з епідемією нової хвороби — СНІД. Усього за два тижні вона зі своєю командою змогла виділити вірус-збудник хвороби. Пізніше він отримав назву вірус імунодефіциту людини. Завдяки цьому, вже наступного року були створені тести, які дозволяли визначити наявність антитіл до вірусних білків у крові людини, а у 1996 році стало можливо розробити антиретровірусну терапію. Стаття про це відкриття була опублікована в журналі «Science» в травні 1983 року.
Через деякий час після відкриття, американська лабораторія під керівництвом Роберта Галло тож заявила про виділення вірусу, і деякий час претендувала на першість. Для його розв'язання були залучені навіть президенти США і Франції. Врешті решт пріоритет було визнано за французькими науковцями. За спогадами самої Барре-Сінуссі цей конфлікт сильно погіршив сприйняття наукової спільноти, оскільки люди вважали, що науковців цікавить лише слава першовідкривача, а не реальна допомога хворим.
Дуже швидко після відкриття, багато хворих на СНІД людей почали звертатися до Барре-Зануссі по допомогу. Хоча вона розуміла, що створення ліків потребує значного часу, і багато людей не зможе їх дочекатися, вона активно спілкувалася зі спільнотою хворих. Вона адвокатувала їхні інтереси, захищала їх від стигматизації, лобіювала більш активне дослідження хвороби. У середині 1980-х років вона здійснила подорож до Африки, де, вразившись масштабами епідемії, почала докладати зусиль щоб залучати допомогу бідним країнам для боротьби з
ВІЛ-інфекцією/СНІДом: від підвищення інформованості населення про хворобу і способи її поширення до діагностичних центрів, які дозволяли б швидко виявляти хворих. У 1988 році вона разом з колегами заснували Міжнародне товариство боротьби зі СНІДом.
У 1988 році Барре-Сінуссі очолила лабораторію в Інституті Пастера.
У 2008 році вона була однією з тих, хто отримав Нобелівську премію з фізіології або медицини. Барре-Сінуссі отримала чверть премії: половину премії отримав Гаральд цур Гаузен за відкриття папіломавірусу людини, а друга половина дісталася науковиці та її керівнику, Люку Монтаньє.
З 2012 по 2014 рік вона була президентом Міжнародного товариства боротьби зі СНІДом.

## Нагороди й звання
- Член Французької академії наук (2009)
- Нобелівська премія в галузі фізіології або медицини (2008)
- Орден Почесного легіону (2013)

## У кіно
Барре-Сінуссі зіграла головну роль у документальному фільмі "Контрабандисти" 2015 року і документальному фільмі "За страхом" 2016 року. Обидва фільми присвячені різним аспектам впливу СНІДу на життя людей і проблемам що стають на шляху боротьби з ним. 
Персонаж Франсуази Барре-Сінуссі присутній у ігровому фільмі "І оркестр грав", що переповідає історію зіткнення людства з епідемією СНІДу. Її роль у фільмі виконала Наталі Бай.